# Adolf Homan
Adolf Antoni Homan (1850-1941) – organmistrz polski, działający pod koniec XIX i w pierwszej połowie XX w. w Warszawie.
Z początku pracował samodzielnie, od 1924 współpracował ze Stanisławem Jezierskim, wcześniejszym pracownikiem. W budownictwie organowym Homan reprezentował, jak większość polskich organmistrzów tego okresu, styl romantyczny, pomimo coraz wyraźniej zarysowujących się w Europie tendencji barokizujących, tzw. Orgelbewegung. Do najbardziej znanych organów firmy Homana należą instrumenty w archikatedrze w Lublinie (1935), katedrze w Sandomierzu (1929), kościele Zmartwychwstania Pańskiego w Warszawie (ok. 1920) oraz w kościele św. Józefa w Krakowie-Podgórzu (1922). Działalność Homana przyczyniła się do zniszczenia kilku starych, często bardzo wartościowych instrumentów - np. w Sandomierzu, gdzie usunięte zostały XVII-wieczne organy Andrzeja Nitrowskiego. Ok. 1938 kończy się historia firmy Homana, która została wykupiona przez Wacława Biernackiego.